# 순다인

파순단 주의 국기(1950), 최종적으로 인도네시아 공화국 단일 국가로 해체되기 전.

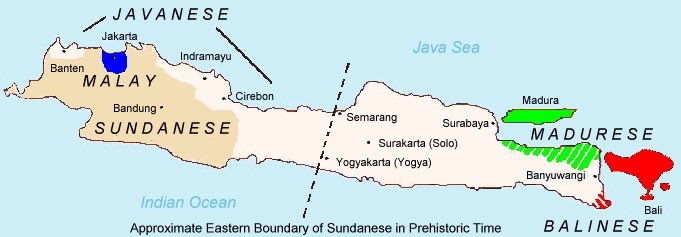
자와섬의 순다어 분포도

순다인(인도네시아어: Suku Sunda, 순다어: Urang Sunda ᮅᮛᮀ ᮞᮥᮔ᮪ᮓ)은 인도네시아의 자와섬 서부에 사는 토착 민족이다. 인도네시아를 구성하는 민족 가운데 자와인에 이어 두 번째로 많다. 순다어를 사용하며, 대부분 이슬람교를 믿는다.

## 역사
전통시대 순다인들은 오늘날 보고르를 수도로 한 순다 왕국을 세웠다.

## 같이 보기
- 순다 왕국
- 바두이족